# Peng Chau (ö i Hongkong)
Peng Chau (kinesiska: 坪洲) är en ö i Hongkong (Kina). Den ligger i den västra delen av Hongkong. Arean är 0,99 kvadratkilometer.
Terrängen på Peng Chau är platt. Öns högsta punkt är 71 meter över havet. Den sträcker sig 1,5 kilometer i nord-sydlig riktning, och 1,3 kilometer i öst-västlig riktning.